# العلاقات الإندونيسية الكويتية
العلاقات الكويتية الإندونيسية، هي العلاقات الخارجية بين الكويت وإندونيسيا، تأسست العلاقات رسمياً في 28 فبراير 1968، وتتركز العلاقات على قطاعات التجارة والاقتصاد وخاصةً في مجال الطاقة والموارد البشرية، الكويت لديها سفارة في جاكرتا، فيما تملك إندونيسيا سفارةً في مدينة الكويت.